# WWE Clash at the Castle
WWE Clash at the Castle was een professioneel worstel-pay-per-view (PPV) en WWE Network evenement dat georganiseerd werd door de Amerikaanse worstelorganisatie WWE voor hun Raw en SmackDown brands. Het evenement vond plaats op 3 september 2022 in het Principality Stadium in Cardiff, Wales.
Het was de eerste grote stadionevenement van WWE dat plaats vond in het Verenigd Koninkrijk (VK) sinds het evenement SummerSlam in 1992. De titel van het evenement is een verwijzing naar Cardiff Castle, dat zich in de buurt van het Principality Stadium bevindt.

## Matches
| Nr. | Wedstrijd | Winnaar(s)                        | Opmerkingen                                                      | Bron  |
| --- | --- | --------------------------------- | ---------------------------------------------------------------- | ----- |
| 1P  | Madcap Moss en The Street Profits (Angelo Dawkins & Montez Ford) vs. Austin Theory en Alpha Academy (Chad Gable & Otis)   | Madcap Moss en The Street Profits | 6-man tag team match                                             | [ 2 ] |
| 2   | Damage CTRL (Bayley, Dakota Kai & Iyo Sky) vs. Bianca Belair, Alexa Bliss & Asuka                                         | Damage CTRL                       | 6-woman tag team match                                           | [ 2 ] |
| 3   | Gunther (c) (met Imperium (Ludwig Kaiser & Giovanni Vinci)) vs. Sheamus (met The Brawling Brutes (Ridge Holland & Butch)) | Gunther                           | Een-op-een match voor het WWE Intercontinental Championship.     | [ 2 ] |
| 4   | Liv Morgan (c) vs. Shayna Baszler                                                                                         | Liv Morgan                        | Een-op-een match voor het WWE SmackDown Women's Championship.    | [ 2 ] |
| 5   | Edge & Rey Mysterio (met Dominik Mysterio) vs. The Judgment Day (Finn Bálor & Damian Priest) (met Rhea Ripley)            | Edge & Rey Mysterio               | Tag team match.                                                  | [ 2 ] |
| 6   | Seth "Freakin" Rollins vs. Matt Riddle                                                                                    | Seth "Freakin" Rollins            | Een-op-een match.                                                | [ 2 ] |
| 7   | Roman Reigns (c) vs. Drew McIntyre                                                                                        | Roman Reigns                      | Een-op-een match voor het Undisputed WWE Universal Championship. | [ 2 ] |